# Kingdom Come: Deliverance II
Kingdom Come: Deliverance II – fabularna gra akcji stworzona przez Warhorse Studios i wydana 4 lutego 2025 roku na platformach Microsoft Windows, PlayStation 5 i Xbox Series. Jest to kontynuacja Kingdom Come: Deliverance z 2018 roku.

## Fabuła

### Tło fabularne
Akcja rozgrywa się w XV-wiecznym Królestwie Czech niedługo po wydarzeniach przedstawionych w pierwszej części, gdzie ponownie głównym bohaterem jest znany z poprzednika Henryk ze Skalicy, który podróżuje z Janem Ptaszkiem.

### Region Trosk
Jan Ptaszek, Henryk i ich świta wyruszają z zamku w Ratajach do zamku Troski, by przesłuchać Ottona von Bergowa w sprawie jego lojalności wobec króla Zygmunta Luksemburskiego. W czasie postoju zostają zaatakowani przez bandytów. Henryk i Ptaszek uciekają i docierają do zamku, ale nie zostają wpuszczeni bez dowodu tożsamości. W pobliskiej karczmie Ptaszek wszczyna bójkę, obwinia Henryka, a potem odchodzi po kłótni.
Henryk dowiaduje się, że Bergow ma się pojawić na weselu w Seminie. Infiltruje uroczystość, ale Bergow się nie zjawia, a pan młody, potajemnie znika. Po kolejnej bójce Henryk i Ptaszek godzą się, lecz zostają aresztowani i osadzeni w zamku Troski. Ptaszek ma zostać stracony za kłusownictwo, ale Bergow przybywa i ratuje go od śmierci. Unika jasnych deklaracji politycznych i zleca im walkę z bandytami.
Ptaszek i Henryk werbują żołnierzy z twierdzy Niebaków. Ujęty bandyta wyjawia, że władca Semina współpracuje z bandytami, którzy przejęli twierdzę. Jeśli Henryk ujawni zdradę, musi się z nim zmierzyć. Niezależnie od wyboru, Bergow rusza na twierdzę, lecz ponosi porażkę, a Henryk i Ptaszek trafiają do niewoli. Lordowie Hanusz z Lipy i Radzik Kobyła wysyłają księdza Bogutę, by ich odnalazł. Jan Żiżka z Trocnowa, przywódca bandytów sprzeciwiający się Zygmuntowi, uwalnia ich po tym, jak Boguta tłumi bunt szpiega Bergowa – Istvana Totha.
Bergow, Toth i Markwart z Ulic atakują Niebaków. Henryk, Boguta i Żiżka trafiają do niewoli, a Ptaszek zostaje zakładnikiem. Kucharka Katarzyna, sprzymierzona z Żiżką, pomaga im uciec. Henryk odkrywa plan Zygmunta – zamordowanie jego wrogów, w tym Jana II z Liechtensteinu. Zabija Totha, odzyskuje miecz wykonany przez Marcina i ucieka z Żiżką i Katarzyną do Kuttenberga.

### Okolice Kuttenberga
W Suchdolu margrabia Jobst ostrzega przed dalszymi atakami – zawarł rozejm z Zygmuntem. Henryk i Katarzyna odnajdują Liechtensteina, strzeżonego przez Samuela, i ostrzegają go. Dowiadują się, że Ptaszek jest więziony w zamku Maleszów. Henryk i Żiżka z pomocą najemników „Czarta” ratują Ptaszka i Vaquelina Brabanta. Dołączają do Kobyły, Hanusza i Boguty, którzy zmierzają na zjazd wiernych lordów w mieście Ratbórz. Słyszą też o planowanym spotkaniu z Zygmuntem w Kutnej Horze.
Henryk infiltruje obrady i widzi, jak Zygmunt i Markwart zlecają zagładę Żydów. Później jedzie do Ratbórza, gdzie siły Bergowa atakują zjazd lordów. Mimo odparcia ataku, lordowie zostają pojmani. Henryk pomaga Samuelowi ewakuować Żydów i dowiaduje się, że jest bękartem Marcina.
Grupa planuje porwać Bergowa, by wymienić go na uwięzionych lordów. Z pomocą bombard i najemników atakują Maleszów i pojmują Bergowa. Ten twierdzi, że panowanie Zygmunta w Czechach się kończy i proponuje kradzież jego rezerw srebra z pałacu w Kuttenbergu. Część grupy udaje legata papieskiego, reszta wchodzi do miasta przez kopalnie. Uwalniają lordów i zabierają srebro, ale Brabant próbuje je ukraść – ucieka w zamieszaniu.
Henryk i reszta chronią się w zamku Suchdol. Zygmunt i jego sojusznicy oblegają twierdzę, lecz Markwart zostaje śmiertelnie ranny z rąk Czarta. Henryk sprowadza posiłki od Jobsta, Hanusza i Kobyły. Wrogowie zostają odparci. W epilogu Henryka odwiedzają duchy jego matki i Marcina. Kobyła oferuje mu jego miecz.
W scenach po napisach Czart oślepia Żiżkę na jedno oko, próbując zestrzelić jabłko z jego głowy. W retrospekcji Zygmunt dowiaduje się o kradzieży srebra i wściekły każe wycofać się na Węgry.

## Rozgrywka
Gracz ponownie steruje znaną z pierwszej części postacią Henryka, który porusza się po otwartym świecie, obserwowanym z perspektywy pierwszej osoby. Świat gry – fikcyjna wersja kraju środkowoczeskiego, została podzielona na dwie odrębne mapy, wiejskie obszary w regionie Czeskiego Raju i miasto Kuttenberg wraz z okolicami.

## Produkcja
Prace nad kontynuacją zapowiedziano w kwietniu 2024 roku i jednocześnie udostępniono 15 minutowy zwiastun. W sierpniu datę premiery przełożono na 11 lutego 2025 roku, a w późniejszym okresie datę zmieniono na 4 lutego 2025.

## Odbiór
Recenzenci pozytywnie ocenili świat gry i odwzorowanie historycznych lokalizacji. Leana Hafer z IGN uznała miasto Kuttenberg za najciekawsze miejsce w grze, podkreślając jego rozmiar, plan ulic i uczucie żyjącego świata. Nikodem Idziak z serwisu Eurogamer pochwalił dostępny obszar w grze, pisząc: „Mimo że większość powierzchni map to dzikie i pozornie puste tereny, eksploracja bynajmniej nie wieje nudą”. Dariusz Matusiak z Gry-Online zwrócił uwagę na przywiązanie do detali w oprawie graficznej. W swojej recenzji napisał: „Okolice Czeskiego Raju z zamkiem Trosky oraz teren wokół Kuttenberga ani przez chwilę nie sprawiają wrażenia sztucznie wykreowanych dioram. Wręcz przeciwnie – to żywy, bardzo naturalny świat, w którym ludzie zajęci są swoimi codziennymi sprawami. Duży wpływ ma na to realistyczna oprawa graficzna – lasy, roślinność, wiejskie chaty, kamienice w mieście i twierdze wyglądają tak, jak prezentowały się kiedyś w rzeczywistości”.
Część krytyków podkreśliła różnice względem pierwszej części. Hafer pochwaliła wysoką jakość gry, stwierdzając, że pierwsza odsłona nie dorównuje swojej kontynuacji płynnością, pomimo siedmiu lat od premiery. Idziak zaznaczył, że gracz może teraz swobodnie przechodzić przez krzaki, komentując to słowami: „Zarośla i dzikie krzewy nie są już niepokonaną przeszkodą”. Richard Wakeling z serwisu GameSpot zauważył natomiast, że sposób zapisywania gry nie został zmieniony, pomimo krytyki po premierze pierwszej części. Zdaniem Wakelinga w drugiej części takie rozwiązanie ma więcej sensu z uwagi na mniejszą liczbę występujących błędów.
Mechanika walki i jej złożoność zebrała mieszane opinie. Wakeling podkreślił fakt, że przełamanie obrony wroga jest satysfakcjonujące, ale jednocześnie przyznał, że walka z kilkoma przeciwnikami jest chaotyczna. Negatywnie ocenił animacje ataków, które w jego ocenie prawie się nie różnią. Jan Slavík z czeskiego portalu Games.cz uznał, że teraz walka jest bardziej przystępna, choć zachowano schemat znany z części pierwszej. Redaktor pozytywnie ocenił także nowe elementy takie jak możliwość wytrącania broni z ręki i okrzyku wojennego.
Błędy w grze były przedmiotem krytyki. Slavík był świadkiem sytuacji, w której przeciwnik odkrył zwłoki, ale czekał z wezwaniem pomocy. W swojej recenzji Idziak wspomniał o problemach w przerywnikach filmowych. Jego zdaniem niektóre z nich mają problemy z oświetleniem, rzutem kamery czy ustawieniem postaci w kadrze.
Dzień po premierze poinformowano o sprzedaży miliona egzemplarzy z grą.